# Ли Цинь
Ли Цинь (кит. упр. 李沁, пиньинь Lǐ Qìn; род. 27 сентября 1990, Сучжоу, Цзянсу, Китай) — китайская актриса

, также известная, как Свит Ли (Sweet Li). Наибольшую известность получила благодаря ролям в таких фильмах и телесериалах, как «Сон в красном тереме»(2010), «Создание партии»(2011), «Равнина белого оленя»(2017), «Легенда о Чу Цяо»(2017), «Радость жизни»(2019), «Нефритовая династия»(2019), «Повелитель волков»(2020), «Песнь славы»(2020), «Слёзы на небесах»(2021).

## Ранняя жизнь
Ли Цинь родилась 27 сентября 1990 года в посёлке Бачэн, уезда Куньшань, Сучжоу, провинция Цзянсу. С раннего возраста она изучала традиционную китайскую оперу в центральной начальной школе Шипай. В 2003 году Ли Цинь принимала участие в различных оперных постановках и была удостоена награды «Золотой цветок» на мероприятии «Сяомэй», приуроченном к китайской детской опере, за свою роль в постановке «Павильон с пионами».
В 2004 году поступила в Шанхайскую театральную академию на специальность «куньцюй».

## Карьера

### 2010—2016. Дебют и рост популярности
Дебютом в индустрии кино и телевидения для Ли Цинь стала роль юной Сюэ Баочай в телесериале «Сон в красном тереме», основанном на одноимённом романе Цао Сюэцинь. За роль в этом телесериале она получила награду «Лучшая новая актриса» на TVS Award Ceremony.
В 2011 году Ли Цинь снялась в фильме «Создание партии», сыграв Ян Кайхуэй и была удостоена награды в номинации «Лучший новичок» 31-й церемонии вручения кинопремии «Сотня цветов». Она снова сыграла Ян Кайхуэй в еще одном патриотическом фильме о создании партии «1921».
В 2012 году она снялась в романтической мелодраме «Бдительные небеса», за роль в которой удостоилась награды «Золотой Ангел» на 9-м китайско-американском кинофестивале. 22 октября этого же года Ли Цинь основала в Шанхае собственную студию кино и телевидения.
В 2013 году она снялась в мелодрамах «Сияющие дни» и «Возвращение принцессы», обе из которых достигли высоких рейтингов во время эфира.
В 2014 году Ли Цинь снялась в романтической драме «Если я тебя люблю» и за своё исполнение была названа «Самой перспективной актрисой» на China TV Drama Awards. В 2015 году она снялась в своей первой исторической драме «Моя удивительная невеста», сыграв причудливую и очаровательную наследницу.

### 2017 — настоящее время
В 2017 году Ли Цинь снялась в телевизионной адаптации романа «Равнина белого оленя» китайского писателя Чэнь Чжунши. По мнению критиков, её исполнение роли Тянь Сяоэ было «идеальной интерпретацией тяжёлой жизни сельской женщины» и резко контрастировало с её предыдущими ролями юных и невинных персонажей. За эту роль Ли Цинь также была номинирована на премию «Лучшая актриса второго плана» на церемонии вручения Magnolia Awards. В том же году Ли Цинь, вместе с Чжао Лиин, снялась в исторической драме «Легенда о Чу Цяо», сыграв принцессу павшего королевства. Драма имела большой успех и привела к росту популярности Ли Цинь. В том же году она впервые вошла в список Forbes China Celebrity 100, заняв 100-е место. Forbes China также включил Ли Цинь в свой список 30 Under 30 Asia 2017, в который вошли 30 влиятельных людей в возрасте до 30 лет, оказавшие существенное влияние в областях своей деятельности.
В 2019 году Ли Цинь сыграла Лу Сюэци, главную женскую роль в фильме «Нефритовая династия», который является экранизацией новеллы жанра сянься «Чжу Сянь». Затем она снялась в фильме об авиакатастрофе «Китайский лётчик» в роли стюардессы и получила награду «Лучшая женская роль второго плана» на церемонии вручения премии «Золотой журавль», проводимой Токийским международным кинофестивалем. В том же году она снялась в исторической драме «Радость жизни».
В 2020 году Ли впервые появилась на новогоднем гала-концерте CCTV, исполнив песню «Hello 2020». В том же году она снялась в исторической драме «Песнь славы» в роли дочери военного. Она также снялась в комедии «Тёплые объятия». 19 ноября в эфир вышла драма «Повелитель волков», где Ли Цинь сыграла главную роль вместе с Сяо Чжанем и Дарреном Ваном. В 2020 году она также заняла 72-е место в списке Forbes China Celebrity 100.
С 1 июня 2021 года на iQIYI транслировался сериал на военную тематику «Влюбившись в спецназ», где Ли Цинь сыграла главную роль совместно с Хуан Цзин Юем. 23 июня 2021 года в эфир вышла романтическая драма «Морские цветы», где Ли Цинь сыграла роль журналистки Ду Сяосу. 9 июля 2021 года в прокат вышел фильм «Китайский доктор» с участием Ли Цинь.

## Фильмография

### Фильмы
| Год  | Фильм                       | Китайское название           | Роль         | Ссылки |
| ---- | --------------------------- | ---------------------------- | ------------ | ------ |
| 2011 | Мистер и миссис Невероятные | 神奇 侠 侣                   | Лань Фэнхуан |        |
| 2011 | Проблемный вор              | 落难 神偷                    | Ли Маньчжэнь | [ 29 ] |
| 2011 | Создание партии             | 建党 伟业                    | Ян Кайхуй    | [ 30 ] |
| 2012 | Ешь, пей, мужчина, женщина  | 饮食 男女 2 ： 好 近 又好 远 | Бай Пин      | [ 31 ] |
| 2013 | Изумительный                | 神奇                         | Сяо Кэ       | [ 32 ] |
| 2016 | Ты ещё здесь                | 致青春·原来你还在这里        | Мэн Сюэ      | [ 33 ] |
| 2016 | Лёгкая улыбка покоряет мир  | 微微一笑很倾城               | Мэн Ижан     | [ 34 ] |
| 2017 | Основание армии             | 建军大业                     | Ян Кайхуй    | [ 35 ] |
| 2019 | Нефритовая династия         | 诛仙                         | Ли Сюэци     | [ 36 ] |
| 2019 | Китайский лётчик            | 中国机长                     | Чжоу Явэнь   | [ 37 ] |
| 2020 | Тёплые объятия              | 温暖 的 抱抱                 | Сон Вэннуань | [ 38 ] |
| 2020 | Истинная грусть             | 她 杀                        | У Гуань      | [ 39 ] |
| 2021 | Китайский доктор            | 中国医生                     | Сян Наньфан  | [ 28 ] |

### Телесериалы
| Год  | Сериал                         | Китайское название | Роль                  | Трансляция                             | Ссылки |
| ---- | ------------------------------ | ------------------ | --------------------- | -------------------------------------- | ------ |
| 2010 | Сон в красном тереме           | 红楼梦             | Сюэ Баочай            | QTV                                    | [ 40 ] |
| 2011 | 1921                           | 中 1921            | Ян Кайхуй             | Кабельное телевидение                  | [ 41 ] |
| 2011 | Дневник генерала               | 将军日记           | Сяо Ли                | Кабельное телевидение                  | [ 42 ] |
| 2012 | Схема матери                   | 娘心计             | Цзинь Пухе (в юности) | Dongnan TV                             |        |
| 2012 | Бдительные небеса              | 守望 的 天空       | Пу Тао                | Hunan TV                               | [ 43 ] |
| 2013 | Сияющие дни                    | 璀璨人生           | Юй Фэй                | Dragon TV, Hunan TV                    |        |
| 2013 | Возвращение принцессы          | 千金归来           | Шэнь Чанцин           | Hunan TV                               | [ 44 ] |
| 2013 | Цветы Пинеллии Терната         | 花开半夏           | Ся Жухуа              | Hunan TV                               | [ 45 ] |
| 2013 | Защитить внука                 | 保卫孙子           | Ли Сяоай              | Dragon TV                              | [ 46 ] |
| 2014 | Срок годности любви            | 有效期限爱上你     | Цы Сяоюй              | DATV                                   | [ 47 ] |
| 2014 | Если я тебя люблю              | 如果我爱你         | Ан Нин                | Hunan TV                               | [ 48 ] |
| 2015 | Моя потрясяющая невеста        | 极品新娘           | Тан Доудоу            | SETV                                   | [ 49 ] |
| 2015 | Подсолнечная любовь            | 情满雪阳花         | Е Минчжу              | Shenchuan TV                           | [ 50 ] |
| 2015 | Возвращение к счастью          | 幸福归来           | Юй Ю Вэй              | Shenhuan TV, Jiangxi TV                | [ 51 ] |
| 2015 | Любовь к счастью               | 从爱情到幸福       | Гу Сяовэй             | Не транслировался                      | [ 52 ] |
| 2017 | Равнина белого оленя           | 白鹿 原            | Тянь Сяо‘э            | Beijing TV, Dragon TV                  | [ 53 ] |
| 2017 | Под прикрытием                 | 卧底归来           | Тан Гуо               | Shandong TV, Tianjin TV                | [ 54 ] |
| 2017 | Легенда о Чу Цяо               | 特工皇妃楚乔传     | Юань Чунь             | Hunan TV                               | [ 55 ] |
| 2018 | Расколотая битвой синева небес | 斗破苍穹           | Сяо И Сянь            | Hunan TV                               | [ 56 ] |
| 2018 | Легенда о Жуи                  | 如懿傳             | Хан Сянцзянь          | Tencent                                | [ 57 ] |
| 2019 | Радость жизни                  | 庆余年             | Линь Ван‘эр           | iQiyi, Tencent                         | [ 58 ] |
| 2020 | Песнь славы                    | 锦绣南歌           | Шэнь Лигэ             | Tencent                                | [ 59 ] |
| 2020 | Повелитель волков              | 狼殿下             | Ма Чжайсин            | iQiyi, Tencent, Youku                  | [ 60 ] |
| 2021 | Влюбиться в спецназ            | 爱上特种兵         | Ся Чу                 | iQiyi, WeTV, Shenzhen TV, Southeast TV | [ 61 ] |
| 2021 | Слёзы на небесах               | 海上繁花           | Ду Сяосу              | Tencent, iQiyi, Youku, Mango TV, LeTV  | [ 62 ] |

### Телешоу
| Год  | Шоу         | Китайское название | Роль  | Примечание    |
| ---- | ----------- | ------------------ | ----- | ------------- |
| 2015 | Мы влюблены | 我们相爱吧         | Гость | С Вэй Дасюнем |

## Дискография
| Год  | Песня                           | Китайское название | Альбом                        | Примечание                                                                                    |
| ---- | ------------------------------- | ------------------ | ----------------------------- | --------------------------------------------------------------------------------------------- |
| 2010 | «Zang Hua Ci»                   | 葬花词             | The Dream of Red Mansions OST |                                                                                               |
| 2010 | «Song of Chasing Kites»         | 追风筝的歌         | The Dream of Red Mansions OST |                                                                                               |
| 2013 | «Hug Me Tight»                  | 抱紧我             | The Return of a Princess OST  |                                                                                               |
| 2013 | «Shadow»                        | 影子               | The Return of a Princess OST  |                                                                                               |
|      | «Left Hand Hold Right Hand»     | 左手牵右手         | My Amazing Bride OST          |                                                                                               |
| 2019 | «Year of Reunion»               | 团圆年             |                               | Выступление на фестивале фонарей CCTV с Ло Юньси и Чжан Биньбинем                             |
| 2020 | «Hello 2020»                    | 你好2020           |                               | Выступление на весеннем гала-концерте CCTV с Ли Сианем , Чжу Илуном , Ма Сычунь и Чжоу Дунъюй |
| 2020 | «Live Up to the Prime of Youth» | 不负韶华           |                               | с Юй Мэнлуном                                                                                 |

## Награды и номинации
| Год             | Награда                                                      | Категория                                | Номинированная работа                 | Результат | Ссылка |
| --------------- | ------------------------------------------------------------ | ---------------------------------------- | ------------------------------------- | --------- | ------ |
| Главные награды |                                                              |                                          |                                       |           |        |
| 2012            | 31-я премия «Сотня цветов»                                   | Лучший новичок                           | Создание партии                       | Номинация |        |
| 2018            | 24-й Шанхайский телевизионный фестиваль                      | Лучшая актриса второго плана             | Равнина Белого Оленя                  | Номинация | [ 66 ] |
| 2018            | 5- я церемония вручения премии «Актёры Китая»                | Выдающаяся актриса (категория «Изумруд») | N / A                                 | Номинация | [ 67 ] |
| 2018            | 34-я награда «Сотня цветов»                                  | Лучшая актриса                           | Основание армии                       | Номинация | [ 68 ] |
| 2019            | 32-й Токийский международный кинофестиваль «Золотой журавль» | Лучшая актриса второго плана             | Капитан                               | Победа    |        |
| 2019            | Премия «Золотой экран»                                       | Лучшая актриса второго плана             | Капитан                               | Победа    | [ 69 ] |
| 2020            | 7-я церемония вручения премии «Актёры Китая»                 | Лучшая актриса (веб-сериал)              | Радость жизни                         | Номинация | [ 70 ] |
| 2020            | 7-я церемония вручения премии «Актёры Китая»                 | Выдающаяся актриса                       | Радость жизни                         | Победа    | [ 70 ] |
| 2020            | 29-я премия Huading Awards                                   | Лучшая актриса                           | Радость жизни                         | Номинация |        |
| Другие награды  |                                                              |                                          |                                       |           |        |
| 2010            | Церемония TV Drama South Awards                              | Лучший новичок                           | Сон в красном тереме                  | Победа    | [ 71 ] |
| 2010            | Фестиваль фанатов Mango TV                                   | Лучшая сериальная пара                   | Сон в красном тереме                  | Победа    |        |
| 2011            | Церемония награждения China Power                            | Самая красивая новая звезда              | N/A                                   | Победа    | [ 72 ] |
| 2011            | Премия Sohu Entertainment                                    | Новое лицо                               | N/A                                   | Победа    | [ 73 ] |
| 2013            | SMG Hope Tour                                                | Лучший новичок                           | N/A                                   | Победа    | [ 74 ] |
| 2014            | 6-я премия China TV Drama Awards                             | Самая многообещающая актриса             | Если я тебя люблю                     | Победа    | [ 75 ] |
| 2016            | ifeng Fashion Choice Awards                                  | Самая популярная актриса                 | N/A                                   | Победа    | [ 76 ] |
| 2016            | Netease Crossover Awards                                     | Актёрский прорыв                         | N/A                                   | Победа    | [ 77 ] |
| 2017            | Netease Attitude Award                                       | Самая многообещающая актриса             | N/A                                   | Победа    | [ 78 ] |
| 2017            | 9-я премия China TV Drama Awards                             | Молодые актёры-айдолы                    | N/A                                   | Победа    | [ 79 ] |
| 2018            | 2-я премия Tencent Video Star                                | Восходящая телезвезда                    | N/A                                   | Победа    | [ 80 ] |
| 2019            | Церемония вручения литературной премии Китая                 | Актёрский прорыв                         | N/A                                   | Победа    | [ 81 ] |
| 2019            | Sina The Most Beautiful Performance                          | Выдающаяся актриса                       | Китайский лётчик, Нефритовая Династия | Победа    | [ 82 ] |